# بيج فليتشير
بيج فليتشير (بالإنجليزية: Page Fletcher)‏ هو ممثل كندي، ولد في 25 فبراير 1950 في كندا.

## وصلات خارجية
- بيج فليتشير على موقع IMDb (الإنجليزية)
- بيج فليتشير على موقع قاعدة بيانات الفيلم (الإنجليزية)